# Theo Altenberg
Theo Altenberg (* 1952 in Mönchengladbach) ist ein deutscher Künstler, Filmemacher und Performer.

## Leben
Nach Studien an der Werkkunstschule Krefeld lebte er von 1973 bis 1990 zunächst in der Kommune von Otto Muehl am Friedrichshof, wo er die Aktionsanalytische Organisation mitgestaltete und künstlerisch als Fotograf und Filmer begleitete. Seine Fotografien zeigen Alternativ-, Sozial- und Kunstgeschichte sowie den Alltag in der Kommune. Gegenstand seiner Darstellung sind unter anderem auch Günter Brus, Joseph Beuys und Hermann Nitsch. Er war Mitbegründer des Kunstbüro Friedrichshof, Herausgeber der AA-Nachrichten, einer Zeitschrift für alternativen Lebensstil, und war als Darsteller an mehreren Filmprojekten der Kommune beteiligt. 1986 initiierte er das Projekt El Cabrito auf der Insel La Gomera. Zahlreiche Ausstellungsprojekte befassen sich mit der Aufarbeitung des sozialen Experimentes am Friedrichshof. Altenberg lebt heute in Berlin und ist in verschiedenen Medien künstlerisch tätig.

## Ausstellungen
- 2000: LKW Lebenskunstwerke im Kunsthaus Bregenz
- 2001: Das Paradiesexperiment in der Galerie PictureShow in Berlin
- 2002: St. Petri Schnee im Migros Museum für Gegenwartskunst in Zürich
- 2002: ELF ZU 0 im Museum Abteiberg in Mönchengladbach
- 2004: Leben/Kunst/Werk im MAK Wien
- 2004: Le Plaisir in der Brasilica in Wien
- 2006: Wiener Aktionismus – Die Sammlung Hummel im Mumok Wien

## Werke
- Theo Altenberg und Oswald Oberhuber: Gespräche mit Beuys. Joseph Beuys in Wien und am Friedrichshof., Ritter Verlag, Klagenfurt 1988.
- Theo Altenberg: Das Paradies Experiment. Die Utopie der freien Sexualität. Kommune Friedrichshof 1973-1978, Triton Verlag, Wien/Zurndorf 2001.
- Theo Altenberg: ELF ZU 0. Triton, Wien/Mönchengladbach 2002.